# Friedrich Thielen
Friedrich-Georg "Fritz" Thielen (Bremen, 25 de septiembre de 1916  - Bremen, 11 de junio de 1993)  fue un político alemán. Entre 1947 y 1967 fue miembro del Bürgerschaft de Bremen.
Thielen nació en Bremen y después de trabajar como operador de un aserradero en Alemania y en territorios de Ucrania, Thielen se convirtió en soldado en 1943 hasta el final de la Segunda Guerra Mundial. Después de la guerra se convirtió en un empresario de éxito en el sector de la construcción en Bremen.
Se unió a la Unión Demócrata Cristiana (CDU) en 1946 y se convirtió en una figura líder localmente. En las elecciones estatales de Bremen de 1947 fue elegido miembro del Bürgerschaft de Bremen. Dejó la CDU y se unió al Partido Alemán (DP) en 1959, convirtiéndose en una de sus principales figuras. Tras la fusión del Partido Alemán con el Bloque Pangermánico/Liga de los Expulsados y Privados de derechos (GB/BHE) en 1961, Thielen se convirtió en miembro del partido resultante de esta fusión: el Gesamtdeutsche Partei, dejándolo al año siguiente. Se unió al refundado Partido Alemán y se convirtió en su presidente estatal en Bremen. Para las elecciones estatales de Bremen de 1963 fue el candidato del DP.
En 1964 dejó el DP y se unió al recién formado Partido Nacionaldemócrata (NPD), convirtiéndose en su primer presidente. Fue reemplazado por Adolf von Thadden en 1967 y ese mismo año dejó el NPD, volviendo a unirse al Partido Alemán, con poco éxito, puesto que el partido obtuvo sólo el 0.9% de los votos en las elecciones estatales de Bremen de 1967, debiendo Thielen abandonar el Bürgerschaft y retirándose de la política.